# Sniper Ghost Warrior Contracts 2
Sniper Ghost Warrior Contracts 2 é um jogo eletrônico de tiro tático furtivo desenvolvido e publicado pela CI Games. É o sexto lançamento da série Sniper: Ghost Warrior e é a sequência de Sniper Ghost Warrior Contracts. O jogo foi lançado em 4 de junho de 2021 para Microsoft Windows, PlayStation 4, Xbox One e Xbox Series X/S. A versão para PlayStation 5 está programada para lançamento em 24 de agosto de 2021.

## Desenvolvimento
Sniper Ghost Warrior Contracts 2 foi desenvolvido pela desenvolvedora polonesa de videogame CI Games, a desenvolvedora da série Sniper: Ghost Warrior. O desenvolvimento começou logo após seu antecessor Sniper Ghost Warrior Contracts.

## Lançamento
O jogo foi lançado para Microsoft Windows, PlayStation 4, Xbox One e Xbox Series X/S em 4 de junho de 2021. Está programado para ser lançado no PlayStation 5 no final de 2021.

## Recepção
O Sniper Ghost Warrior Contracts 2 recebeu "críticas mistas ou médias" de acordo com o agregador de críticas Metacritic.
Sascha Penzhorn do GameStar deu ao jogo uma nota de 75 de 100, escrevendo o jogo é para aqueles que 'desfrutam de planejamentos de tiros perfeitos de longa distância', mas criticou a história e a inclusão de microtransações em um jogo single-player. O revisor do eXputer, Huzaifah Durrani, escreveu que a jogabilidade é excelente em apresentar cenários criativos para matar um alvo.